# Кайсенов Касим
Касим Кайсенов (каз. Қасым Қайсенов, 23 квітня 1918, аул Асу-Булак, Уланський район, Східноказахстанська область, КазССР — 30 грудня 2006, Алмати, Казахстан) — казахстанський письменник, Народний Герой Республіки Казахстан, член Союзу письменників Казахстану, ветеран Великої Вітчизняної війни.

## Життєпис
Касим Кайсенов народився 23 квітня 1918 року в аулі Асубулак, Уланського району, на сході Казахстану у звичайній сільській родині.
У своєму рідному аулі закінчив початкову школу, а потім продовжив навчання в райцентрі — аулі Бозанбай, і у 1935 році, відразу по закінченню школи, переїжджає до Усть-Каменогорська та поступає, успішно навчається та закінчує на відмінно політпросвіттехнікум.
З 1938 року працює у Павлодарській області на посаді інспектора народної освіти. Звідси був призваний до лав Червоної армії.
Потім була Московська спеціальна розвідувально-диверсійна школа, в яку відбирали одного з тисячі, і перше закидання в тил ворога, в Україну. В ту грізну пору йому було всього двадцять три роки. Робота на окупованій ворогами території, партизанський загін, бої за визволення України, Молдови, Румунії від фашистських загарбників.
Касим був покликаний на фінську війну у 1939 році, але завдяки його зовнішніми даними він був залишений у Москві, де у 1940—1941 роках навчався у диверсійно-розвідувальної школі, де готувався до підривної діяльності в тилу ворога. По закінченню розвідшколи був направлений у штаб південно-західного фронту.
За завданням командування у листопаді 1941 року був перекинутий на територію України, окуповану ворогами. Один з перших організаторів партизанського руху в Київській, Полтавській областях, К. Кайсенов командував загонами з'єднання ім. Чапаєва, які до кінця 1944 року вчинили безліч зухвалих операцій на території Молдови, Румунії, Чехословаччини.
Після демобілізації у 1945 році Касим Кайсенов потрапляє в Алма-Ату. Працює референтом в апараті Президії Верховної Ради Казахської СРСР. Як заступник голови та голова райвиконкому Жуалинського і Свердловського району Жамбильської області активно брав участь у відновленні післявоєнного народного господарства.
У 1949—1950 роках працював старшим інспектором в Міністерстві легкої промисловості, редактором видавництва «Казак єлі».
У 1951–1954 роках навчався у відділі перекладачів у дворічній партійній школі при ЦК Комуністичної партії Казахстану.
У 1953–1972 роках працював заступником директора видавництва «Жазушы», директором бюро пропаганди художньої літератури при Спілці письменників Казахстану, заступником директора видавництва «Кайнар».
Як учасника Великої Вітчизняної війни, К. Кайсенова часто запрошували у школи, вузи, технікуми поділитися спогадами про суворі роки великої війни. Та й сам партизанський ватажок постійно відчував потребу розповісти про нелегкі партизанських будні, про товаришів по ратному справі, про події, свідком яких йому довелося бути.
Його головна письменницька біографія розпочалася не відразу. Ще до війни він писав вірші і навіть друкувався в районних та обласних газетах. Коли Кайсенов приїхав в Алма-Ату, Саїн Жумагалі ввів його в письменницьке середовище, і він написав спогади про війну для газети. У Касима була феноменальна пам'ять — він пам'ятав не лише назви усіх сіл та хуторів, де воював, але й поіменно всіх бійців свого загону. Якось, почувши його усну розповідь, хтось із письменників захоплено вигукнув: «Та це ж джерело для пишучої людини!».
Касим Кайсенов почав роботу над книгою і в 1954 році виходить у світ його перша повість «Юні партизани». Через рік ще дві — «Ілько Вітряк» і «Партизани Переяслава». Потім ще і ще. На адресу К. Кайсенова стали приходити безцінні документи: копії наказів на проведення бойових дій партизанськими загонами і диверсійними групами, фотографії, спогади учасників партизанських боїв. Цей багатющий матеріал, що називається, сам «просився» в книгу. І вона була написана. Книга спогадів, об'єднана загальною назвою «Із пазурів смерті», що була видана в 1960 році, а рік потому з'явилися «Хлопчик в тилу ворога», «На Дніпрі» та «В ті роки».
Письменник-фронтовик ніколи не забував товаришів по зброї. Про них він розповідав з граничним реалізмом і історичною точністю в своїх книгах. Всього їх більше 30, які перекладені на російську, киргизьку, українську, в'єтнамську мови. К. Кайсенов написав спогади про видатних людей, з якими зустрічався — маршал С. М. Будьонний, керівники партизанського руху С. А. Ковпак, О. Ф. Федоров. Його товаришами не лише по перу, але й за життя були Сабіт Муканов, Габит Мусрепов, Бауржан Момиш-ули, Таїр Жароков, Алібек Джангильдин. Як згадує сам автор, писати їх було легко і важко. Вигадувати нічого не доводилося. Все він відчув, пережив, бачив своїми очима. Важко, бо треба було працювати над кожним словом, не вистачало письменницького досвіду, так і освіти замало. Писав російською мовою, потім перейшов на казахська. Військова, а точніше партизанська, тема звучить у всіх його творах. Кайсенов розповідає про фронтове братерство людей різних національностей, про Батьківщину, вже зібрала цих людей в лиху годину. Письменник пише і мемуари, в яких звучить тема відновлення історичної справедливості, знаходиться місце не тільки спогадами про війну, але й товаришам по письменницькому цеху.
Після війни письменник не раз побував в Україні: відвідував місця давніх боїв, зустрічався з колишніми партизанами. Підсумком поїздок стала книга «Партизанської стежкою», видана у 1964 році.
До 60-ліття письменника республіканське молодіжне видавництво «Жалын» випустило збірку його повістей та оповідань «Народні месники» (1978), куди увійшли найкращі твори К. Кайсенова про партизанський рух в Україні.
Відважному письменнику-партизану присвячений окремо вийшов збірник, куди увійшли прозові та віршовані твори Адія Шаріпова, Хаміта Єргалієва, Сырбая Мауленова, Абіша Кекильбаєва — всього понад 80 посвят.
У письменника чимало нагород, і з багатьма з них пов'язана пам'ять про війну. У 2003 році Указом Президента України Леоніда Кучми за значний особистий внесок у поглиблення співпраці між двома країнами та у зв'язку з 85-літтям з дня народження казахстанського письменника, учасника визволення України в роки Великої Вітчизняної війни Касима Кайсенов нагороджено орденом «За заслуги» II ступеня.
Серце славетного сина казахського народу, неповторної особистості зупинилося 30 грудня 2006 року. Він помер на 89-ому році життя після важкої хвороби..

## Нагороди, звання
За бойові заслуги в роки війни К. Кайсенов був нагороджений орденами та медалями різних країн, зокрема:
- Казахстан:
  - Звання Халик Кахармани (Народний герой Республіки Казахстан)
  - Орден Отан
- Україна:
  - Орден «За заслуги» II та III ступенів
  - Іменна зброя
- СРСР:
  - Орден Богдана Хмельницького II ступеня
  - Орден Вітчизняної війни I та II ступенів

Пам'ятник Касиму Кайсенову в Усть-Каменогорську

К. Кайсенов нагороджений нагрудним знаком «Партизан Чехословаччини», вісьмома медалями, а також є лауреатом літературної премії імені Бауиржана Момиш-ули та лауреат Міжнародної премії імені О. Фадєєва.

## Пам'ять
Ще за його життя, 2002 року на Українською студією хронікально-документальних фільмів відзнято докуметальну стрічку «Касим Кайсенов» (режисер С. Махмут).
У пам'ять про героя в Алмати відкрито меморіальну таблицю на будинку за адресою: проспект Абая, 44, а також названа одна з вулиць Медеуського району м. Алмати.
Ім'ям Касима Кайсенова у 2007 році була названа одна з центральних вулиць Усть-Каменогорська, а 8 травня 2010 року в на перетині вулиці Кірова та проспекту Перемоги встановлений бронзовий бюст «Халик капармани», письменнику — партизану Касиму Кайсенову.
У 2011 році мешканцями Уланського району було запропоновано перейменувати селище Молодіжне у Касима Кайсенова. Постановою Східноказахстанського обласного акімату від 092011 року № 259 та рішенням Східноказахстанського обласного масліхату від 08 грудня 2011 року № 34/402-IV було підтримано уланців та перейменовано адміністративний центр Уланського району — селище Молодіжне на селище Касима Кайсенова. Так на карті Казахстану з'явився населений пункт, названий на честь чудового сина уланської землі.,